# 端紙
端紙（はがみ）とは、大相撲の隠語で借金の証書、または借金そのものを指す。
角界では借金の際美濃紙の半紙を八つ折りにした縦長の証書を残す習慣がある。返却は出世払いとされるが、関取以外は収入が限られることもありほとんど返却できないと言われている。

## エピソード
1938年から1986年の間出羽海部屋で床山をしていた床清は、若手時代の1938年8月、満洲・大連の巡業でアメーバ赤痢に感染して途中帰国していた双葉山の髷を、「他の床山が大陸巡業に出ていて人手が足りないから」という理由で双葉山の自宅に出向いて結うこととなった。
その際、双葉山から「油銭」と称して10円（当時出羽海部屋のある両国から双葉山の自宅のある築地までの東京市電の運賃が8銭であった）を渡され、それを10日間繰り返した結果合計100円を双葉山から渡された。
しかしながら、話を聞きつけた兄弟子たちから「端紙」と称して全て巻き上げられ、手元には1銭も残らなかったという。